# قرية الشريعة (كربلاء)
قرية الشريعة هي قرية أو مدينة كبيرة تقع في محافظة كربلاء وسط العراق تبعد عن مركز المحافظة مدينة كربلاء بحوالي 10 كم2 وتتبع أداريا إلى ناحية الحر يقدر عدد سكانها بحوالي 4،000 نسمة.